# سولیدوس

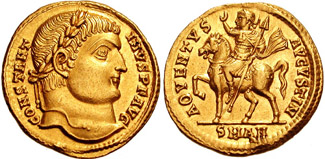
سولیدوس کنستانتین بزرگ، حک‌شده در ۳۲۴ یا ۳۲۵ پس از میلاد.

سولیدوس (از لغت لاتینی:Solidus) سکه طلایی که به وسیله رومیان ضرب شد و بعدها به صورت عمومی تر به عنوان یکایی برای اندازه گیری طلا به وزن ۴٫۵ گرم هم به کار رفت.